# Grgur Ninski (Meštrović)
Grgur Ninski spada među bolje Meštrovićeve spomenike iako je on ograničen jednim pogledom, profilnim. Neraščlanjene partije ovog brončanog kolosa imaju svoje skulptorsko opravdanje, jednostavna stilizirana odjeća posjeduje određenu kompoziciju i ritam nabora ističući vertikalama monumentalnost, a zaobljenim gornjim dijelovima temperament figure što pridonosi osnovnoj ideji spomenika.

## Tri spomenika
Ivan Meštrović izradio je ukupno tri spomenika Grguru Ninskom. Prvi postavljeni je monumentalniji i malo drukčiji od onog u Varaždinu, poklonjen gradu Splitu i bio je postavljen 29. rujna 1929. godine. Dvije godine kasnije, 20. rujna 1931. godine, postavljen je drugi, upola manji, na Franjevački trg u Varaždinu. Varaždinski je prva inačica spomenika Grguru Ninskom koju je Meštrović skicirao na crtežima i modelirao u gipsu. Postavljen je uz Franjevačku crkvu s obzirom na to da je Grgur Ninski bio hrvatska povijesna crkvena osobnost pa se smatralo da je prikladno da bude postavljen uz neki sakralni objekt. Poklon je sam Meštrović popratio riječima: 
»Neka Grgur Ninski bude na hrvatskom sjeveru kao i onaj na jugu u Splitu vidljivi dokaz na našu uspješnu borbu za crkvenoslavenski jezik i hrvatsku glagoljicu.«
Splitski spomenik izvorno je stajao na splitskom Peristilu sve do studenoga 1941. godine kada su ga talijanski okupatori uklonili i rastavljenoga ga odložili u dvorištu općinskih skladišta na obali. Ponovno je postavljen 1954. godine između sjevernih (zlatnih) vrata Dioklecijanove palače i Gradskoga parka. Brončani nožni palac spomenika je izlizan zbog lokalnog vjerovanja kako dodir palca u prolazu donosi sreću i ostvarenje želja. 
Odljev kipa iz Varaždina postavljen je Ninu pokraj crkve sv. Anselma 10. rujna 1969. godine povodom proslave 900. obljetnice izdavanja povelje hrvatskoga kralja Petra Krešimira IV., a kojom se prvi put javlja pojam Mare Nostrum (naše more) kao dokaz kraljeve vlasti na moru i na kopnu.
Meštrović je pridonio stvaranju Moderne galerije i novog Umjetničkog paviljona u Zagrebu, te spašavanju starohrvatskih spomenika u Kninu. Izradio je i poklonio mnogim gradovima velik broj javnih spomenika istaknutih osobnosti iz prošlosti osim Grgura Ninskog: Marko Marulić – Split, Ruđer Bošković, Povijest Hrvata, Josip Juraj Strossmayer i Nikola Tesla – Zagreb. Meštrović je aktivno sudjelovao i u obnovi i ukrašavanju crkve sv. Marka Evanđelista u Zagrebu.
Neke Meštrovićeve monumentalne spomenike uništilo je vrijeme, ali će on ipak po nekima od njih ostati veliki kipar monumentalne skulpture u svjetskim razmjerima.

## Poveznice
- Zdenac života
- Marko Marulić (Meštrović)
- Job (Meštrović)

## Vanjske poveznice
- Obljetnica Grgura Ninskog u Varaždinu[neaktivna poveznica]
- Varaždinske vijesti: 77. obljetnica Grgura Ninskog u Varaždinu (PDF)
- Duško Kečkemet, Grgur je na krivom mjestu![neaktivna poveznica], članak u Slobodnoj Dalmaciji
- Grgur Ninski statue in Split (engl.)